# آنا ماريا
أنا ماريا (بالإنجليزية: Anna Maria)‏ هي مدينة أمريكية تقع في ولاية فلوريدا. تبلغ مساحة هذه المدينة 2.5 (كم²)،ويبلغ عدد سكانها 1814 نسمة حسب إحصاء سنة 2010 م 1814.تشير إحصاءات سنة 2000م بأن الكثافة السكانية في هذه المدينة تقدر بـ(725.6) نسمة/كم2 